# Грант Блекууд
Грант Блекууд (на английски: Grant Blackwood) е американски писател на бестселъри в жанра трилър. Заедно с писателите Реймънд Бенсън и Питър Тълип използва псевдонима Дейвид Майкълс (на английски: David Michaels).

## Биография и творчество
Грант Грегъри Блекууд е роден на 7 юни 1964 г. в Далас, Тексас, САЩ.
Служи три години във военноморските сили на САЩ на борда на ракетната фрегата „USS Ford“ като специалист операции по направлявани ракети и пилотен плувец-спасител. След напускането на армията през 1987 г. решава да стане писател. За да се издържа работи на различни временни работи.
През 2001 г. е публикуван първия му трилър „The End of Enemies“ от поредицата му „Бригс Танър“. След завършване на самостоятелната му трилогия издателите не проявяват достатъчен интерес към творчеството му и той е принуден да приеме да пише като „призрачен писател“ или в сътрудничество с други известни писатели на трилъри – Клайв Къслър, Том Кланси, Джеймс Ролинс, и др., което гарантира попадането на произведенията в списъците на бестселърите.
Една от най-известните му поредици е „Приключенията на семейство Фарго“ заедно с Клайв Къслър. В нея главните герои, съпрузите Сам и Реми Фарго, издирват съкровища и разкриват тайни от миналото и настоящето, в непрекъсната борба с тайни общества, престъпни групировки и безмилостни наемници.
Грант Блекууд живее със семейството си във Форт Колинс, Колорадо.

## Произведения

### Като Грант Блекууд

#### Серия „Бригс Танър“ (Briggs Tanner)
1. The End of Enemies (2001)
2. The Wall of Night (2002)
3. An Echo of War (2003)

#### Серия „Тъкър Уейн“ (Tucker Wayne) – сДжеймс Ролинс
1. The Kill Switch (2014)
Семето на апокалипсиса, изд.: ИК „Бард“, София (2014), прев. Милко Стоименов
2. War Hawk (2015)
Боен ястреб, изд.: ИК „Бард“, София (2016), прев. Владимир Германов

#### Участие в общи серии с други писатели

##### Серия „Приключенията на семейство Фарго“ (Fargo Adventure) – сКлайв Къслър
1. Spartan Gold (2009)
Златото на Спарта, изд.: „PRO book“, София (2011), прев. Ирина Манушева
2. Lost Empire (2010)
Изгубената империя, изд.: „PRO book“, София (2012), прев. Ирина Манушева
3. The Kingdom (2011)
Кралството, изд.: „PRO book“, София (2012), прев. Емануил Томов

от серията има още 3 романа от Клайв Къслър, Томас Пери и Ръсел Блейк

##### Серия „Джак Райън-младши“ (Jack Ryan, Jr.) – сТом Кланси
2. Dead or Alive (2010) – с Том Кланси
8. Under Fire (2015)
9. Duty and Honor (2016)
от серията има още 7 романа от Том Кланси и Марк Гриней

#### Серия „Джак Райън“ (Jack Ryan) – сТом Кланси
19. Under Fire (2015)
21. Duty and Honor (2016)
от серията има още 22 романа от Том Кланси и Марк Гриней

#### Сборници
- „Sacrificial Lion“ в Thriller (2006) – с Тед Бел, Стив Бери, Лий Чайлд, и др.

### Като Дейвид Майкълс

#### Серия „Свързани клетки“ (Tom Clancy's Splinter Cell)
с Реймънд Бенсън под „марката“ на Том Кланси
3. Checkmate (2006)
4. Fallout (2007)
5. Conviction (2009)
от серията има още 3 романа от Реймънд Бенсън